# 聖露西亞教堂 (馬拉開波)
聖露西亞教堂（西班牙語：Iglesia de Santa Lucía）是一座羅馬天主教教堂，位於委內瑞拉蘇利亞州馬拉開波市。建於19世紀，建築採用新哥特式風格，外牆為藍色。